# پاینی ماونتین (ویرجینیا)
پاینی ماونتین (به انگلیسی: Piney Mountain) یک منطقهٔ مسکونی در ایالات متحده آمریکا است که در شهرستان البمارل، ویرجینیا واقع شده‌است. پاینی ماونتین ۱٬۱۳۰ نفر جمعیت دارد.